# Heinrich Vogeley
Heinrich Vogeley (* 2. März 1907 in Kassel; † Juni 1994 in Meppen) war ein deutscher Erziehungswissenschaftler, Literaturdidaktiker und Hochschullehrer.
Nach dem Besuch des Realgymnasiums studierte Vogeley je zwei Semester in Marburg und Heidelberg Theologie, Deutsche und Englische Philologie sowie Philosophie. 1929 bestand er die Turn- und Sportlehrerprüfung in Heidelberg. Weitere fünf Semester folgten in Marburg (Deutsche und Englische Philologie sowie Philosophie) bis zur wissenschaftlichen Prüfung für das Lehramt an Höheren Schulen 1931; danach trat er in den Referendardienst. 1932 legte er eine Dissertation vor zum Thema: „Georg Büchner und Shakespeare“. 1932 studierte er in Oxford, wo er eine Anstellung als Lehrkraft an der St. Edward’s School hatte. 1933 wieder in Kassel, folgte das Assessorexamen 1934.
Anschließend arbeitete er von 1934 bis 1938 als Lehrer und Erzieher an der reformpädagogischen Hermann-Lietz-Schule in der Rhön. 1938 wurde er Dozent für Deutsch und Methodik des Deutschunterrichts an der Hochschule für Lehrerbildung in Trier. Nach dem Wehrdienst und kurzer Kriegsgefangenschaft in Husum fand sich die Familie in Fritzlar wieder. Hier arbeitete Vogeley als Übersetzer für die englische Besatzungsmacht und gab polnischen Fremdarbeitern, die nach Kanada auswandern wollten, Englischunterricht.
Dann wurde 1946 in Celle die Adolf-Reichwein-Hochschule gegründet, die eine neue Form der Lehrerbildung anstrebte. 1953 zog die Hochschule nach Osnabrück um, Vogeley war dort ordentlicher Professor für Deutsche Sprache und Methodik des Deutschunterrichts. Von 1959 bis 1962 war er Direktor der Pädagogischen Hochschule Osnabrück und gehörte 1973 gerade noch der neuen Universität Osnabrück an, bis er im selben Jahr emeritiert wurde. Vogeley gab Lesebücher für die Grund- und Hauptschule heraus: „Geschichten Berichte Gedichte“ (1968 zusammen mit Horst Haller, seinem einstigen Assistenten) sowie „Lesen Darstellen Begreifen“.
Vogeley gehörte seit 1948 der GEW an, in deren Oberaudorfer Kreis zur Hochschulreform er für die Hochschulkommission mitarbeitete. Ferner gehörte er der Humanistischen Union an. Er war seit 1935 verheiratet und hatte vier Kinder.

## Belege
1. ↑  Horst Haller: Lebenslauf. TU Dortmund, abgerufen am 18. Januar 2019.
2. ↑  Manfred Heidemann: Vom Studium Generale zur Hochschulreform. Die "Oberauforfer Gespräche". Akademie, Berlin 1996, ISBN 978-3-05-002901-6.

| Personendaten    | Personendaten                                           |
| ---------------- | ------------------------------------------------------- |
| NAME             | Vogeley, Heinrich                                       |
| KURZBESCHREIBUNG | deutscher Erziehungswissenschaftler und Hochschullehrer |
| GEBURTSDATUM     | 2. März 1907                                            |
| GEBURTSORT       | Kassel                                                  |
| STERBEDATUM      | Juni 1994                                               |
| STERBEORT        | Meppen                                                  |